# نایتس لندینگ (کالیفرنیا)
نایتس لندینگ (به انگلیسی: Knights Landing) یک منطقهٔ مسکونی در ایالات متحده آمریکا است که در شهرستان یولو، کالیفرنیا واقع شده‌است. نایتس لندینگ ۱٫۲۹۸ کیلومتر مربع مساحت و ۹۹۵ نفر جمعیت دارد و ۱۱ متر بالاتر از سطح دریا واقع شده‌است.